# Bad Rippoldsau-Schapbach
Bad Rippoldsau-Schapbach is een plaatsje in de Duitse deelstaat Baden-Württemberg, en maakt deel uit van het Landkreis Freudenstadt.
Bad Rippoldsau-Schapbach telt 2.058 inwoners na samenvoeging in 1974 van de eerst beide zelfstandige gemeenten. Het ligt op een hoogte van ca. 370 tot 950 meter.
Alpirsbach ·
Bad Rippoldsau-Schapbach ·
Baiersbronn ·
Dornstetten ·
Empfingen ·
Eutingen im Gäu ·
Freudenstadt ·
Glatten ·
Grömbach ·
Horb am Neckar ·
Loßburg ·
Pfalzgrafenweiler ·
Schopfloch ·
Seewald ·
Waldachtal ·
Wörnersberg